# Линь Фэнмянь
Линь Фэнмя́нь (кит. трад. 林風眠, упр. 林风眠, пиньинь Lín Fēngmián) (22 ноября 1900 — 12 августа 1991) — китайский художник, один из основателей Китайской академии искусств.

## Биография
Родился в Цзяинской непосредственно управляемой области провинции Гуандун в семье резчика по камню. После окончания школы, как и многие его сверстники, Линь подал заявку на участие в учебной программе во Франции (кит. 勤工儉學). Линь с апреля 1921 года начал учиться в Дижонской художественной школе, и через полгода перевелся в Парижское высшее училище изящных искусств. Так, со своим соотечественником, Сюй Бэйхуном, Лин провел несколько лет в Европе. В 1923 году он переехал в Берлин. В 1925 году он вернулся в Китай, где стал директором Бэйпинского художественного училища (кит. 北平藝術專門學校). В своих лекциях он рассказывал как о традиционной китайской живописи, так и о традициях европейского искусства. Он публиковал свои статьи, а также переводил статьи с других языков. В 1928 году при поддержке Цай Юаньпэя была основана Национальная академия искусств (ныне Китайская академия искусств). Линь стал её первым директором.
Многие из его ранних работ были уничтожены японцами во время Японо-китайской войны, большинство же из его более поздних работ были уничтожены во время Культурной революции. В 1964 году состоялась персональная выставка работ Линь Фэнмяня в здании мэрии Гонконга. С 1966 года активно критиковался во время Культурной революции, часть его работ в это время была уничтожена. В 1977 году, после окончания Культурной революции, эмигрировал в Гонконг, который в это время был под суверенитетом Великобритании. В 1977 году ему было разрешено покинуть Китай, исходя из его желания воссоединиться со своей семьей в Бразилии. Но вместо этого он направился в Гонконг, где он оставался до своей смерти, 12 августа 1991 года. В последние годы он воссоздавал свои, ранее уничтоженные произведения. Кроме того, в 1979 году прошли персональные выставки в Шанхае и Париже, в 1989 году — в Тайбэе и Пекине.